# Barilius pakistanicus
Barilius pakistanicus és una espècie de peix cipriniforme de la família dels ciprínids que es troba al Pakistan.